# Klövningarna
Klövningarna är några små skär i Strömstads kommun, Bohuslän, Västra Götalands län. Skären är belägna ungefär 2000 meter norr om Nordkoster. Området kring Klövningarna är mycket exponerat vid vind och sjögång från syd till väst. Klövningarna ligger öster om det grundfyllda Grisbådarna. 

## Klövningarna fyr
Klövningarna fyr är en sektorfyr, som uppfördes år 1926 på det östligaste skären Klövningarna. 
Fyren på Klövningarna är den av svenska fyr som ligger längst västerut, på knappt 11 grader öst. Den ligger längst ut mot nordväst, nära gränsen mot Norge. Väderöbod och Ursholmen (den senare ibland nämnd som den västligaste svenska fyren) ligger också på cirka 11 grader öst.